# Tall Abir
Tall Abir – wieś w Syrii, w muhafazie Aleppo, w dystrykcie Manbidż. W 2004 roku liczyła 406 mieszkańców.